# Bear Creek (hrabstwo Waupaca)
Bear Creek – miasto w Stanach Zjednoczonych, w stanie Wisconsin, w hrabstwie Waupaca.